# Walter Leßner
Walter Leßner (* 5. Januar 1909 in Holtensen; † 6. November 2010) war ein deutscher Kommunalpolitiker (SPD bis 1976). Er war von 1966 bis 1973 Oberbürgermeister von Göttingen.

## Werdegang
Nach dem Abitur absolvierte Leßner ein Studium an der Pädagogischen Akademie Frankfurt am Main. Ab 1930 war er als Volksschullehrer an der Jahnschule in Göttingen tätig. Von 1931 bis 1933 war er Mitglied der SPD. 1933 wurde er aus dem Schuldienst entlassen und verdiente danach seinen Lebensunterhalt mit Gelegenheitsarbeiten. Zum 1. Mai 1933 trat er in die NSDAP ein (Mitgliedsnummer 2.610.797). 1937 nahm er seine Tätigkeit als Volksschullehrer wieder auf und 1939 wechselte er als Mittelschullehrer zur Voigt-Realschule. Während der Zeit des Nationalsozialismus war Leßner Blockwart und stellvertretender Leiter des Rassenpolitischen Amtes der NSDAP in Göttingen. Des Weiteren war er von 1940 bis 1941 Dozent an der Volksbildungsstätte. Er leistete ab 1941 Wehrdienst und geriet in Kriegsgefangenschaft.
Nach dem Kriegsende setzte Leßner seine Lehrtätigkeit fort und wurde 1955 Mittelschulkonrektor an der Gerhart-Hauptmann-Realschule in Göttingen. Er war ab 1945 wieder Mitglied der SPD. In den Jahren von 1956 bis 1976 war er Mitglied des Göttinger Rates. 1961 wurde er zum Ersten Bürgermeister, 1966 fast einstimmig zum Oberbürgermeister der Stadt Göttingen gewählt. Das Amt des Oberbürgermeisters nahm er ehrenamtlich vom 7. Oktober 1966 bis zum 23. April 1973 wahr, bei der Oberbürgermeisterwahl 1968 wurde er im Amt bestätigt. Anfang der 1970er Jahre nahmen die Differenzen zwischen Leßner und der Mehrheit der Göttinger SPD, die ihn 1973 nicht mehr zur Oberbürgermeisterwahl aufgestellt hatte, zu. 1976 trat er schließlich aus der SPD aus.

## Ehrungen und Auszeichnungen
- 1974: Verdienstkreuz am Bande des Verdienstordens der Bundesrepublik Deutschland[5]